# Tommosholm
Tommosholm är en halvö i Finland. Den ligger i Iniö i kommunen Pargas stad i landskapet Egentliga Finland. Det är i den sydvästra delen av landet, 190 km väster om huvudstaden Helsingfors. Tommosholm är den sydligaste delen av ön Perkala. Perkalas förbindelsebåtbrygga ligger på Tommosholm och här finns även Perkalas enda väg som går från bryggan ner till den sydligaste udden.